# Дискография Scorpions
Ниже представлена полная дискография немецкой рок-группы Scorpions. Группа выпустила 19 студийных альбомов, шесть концертных альбомов, 13 видеоальбомов, 29 сборников, один кавер-альбом, 92 сингла и 43 музыкальных клипа. По всему миру было продано от 75 до 100 миллионов их записей.

## Студийные альбомы
| Год                                                                   | Альбом                                                               | Высшие позиции в хит-парадах | Высшие позиции в хит-парадах | Высшие позиции в хит-парадах | Высшие позиции в хит-парадах | Высшие позиции в хит-парадах | Высшие позиции в хит-парадах | Высшие позиции в хит-парадах | Высшие позиции в хит-парадах | Высшие позиции в хит-парадах | Высшие позиции в хит-парадах | Высшие позиции в хит-парадах | Высшие позиции в хит-парадах | Высшие позиции в хит-парадах | Высшие позиции в хит-парадах | Высшие позиции в хит-парадах | Высшие позиции в хит-парадах | Сертификации     |  |
| Год                                                                   | Альбом                                                               | ГЕР                          | ЯПО                          | ШВА                          | ШВЕ                          | АВТ                          | БЕЛ                          | ФИН                          | ФРА                          | ЕВР                          | ИСП                          | НИД                          | ВЕН                          | НОР                          | ПОЛ                          | США                          | КАН                          | Сертификации     |  |
| --------------------------------------------------------------------- | -------------------------------------------------------------------- | ---------------------------- | ---------------------------- | ---------------------------- | ---------------------------- | ---------------------------- | ---------------------------- | ---------------------------- | ---------------------------- | ---------------------------- | ---------------------------- | ---------------------------- | ---------------------------- | ---------------------------- | ---------------------------- | ---------------------------- | ---------------------------- | ---------------- |  |
| 1972                                                                  | Lonesome Crow - Дата выхода: 1 августа 1972 - Лейбл: BMG, Hansa      | —                            | —                            | —                            | —                            | —                            | —                            | —                            | —                            | —                            | —                            | —                            | —                            | —                            | —                            | —                            | —                            |                  |  |
| 1974                                                                  | Fly to the Rainbow - Дата выхода: 1 ноября 1974 - Лейбл: BMG, Hansa  | —                            | 83                           | —                            | —                            | —                            | —                            | —                            | —                            | —                            | —                            | —                            | —                            | —                            | —                            | —                            | —                            |                  |  |
| 1975                                                                  | In Trance - Дата выхода: 17 сентября 1975 - Лейбл: Hansa             | —                            | —                            | —                            | —                            | —                            | —                            | —                            | —                            | —                            | —                            | —                            | —                            | —                            | —                            | —                            | —                            |                  |  |
| 1976                                                                  | Virgin Killer - Дата выхода: 29 мая 1976 - Лейбл: Hansa              | —                            | 32                           | —                            | —                            | —                            | —                            | —                            | —                            | —                            | —                            | —                            | —                            | —                            | —                            | —                            | —                            |                  |  |
| 1977                                                                  | Taken by Force - Дата выхода: 4 декабря 1977 - Лейбл: Hansa          | —                            | —                            | —                            | —                            | —                            | 139                          | —                            | —                            | —                            | —                            | —                            | —                            | —                            | —                            | —                            | —                            |                  |  |
| 1979                                                                  | Lovedrive - Дата выхода: 25 февраля 1979 - Лейбл: Hansa              | 11                           | 70                           | —                            | 32                           | —                            | 124                          | —                            | —                            | —                            | —                            | —                            | —                            | —                            | —                            | 55                           | —                            | Список : Золотой |  |
| 1980                                                                  | Animal Magnetism - Дата выхода: 31 марта 1980 - Лейбл: Hansa         | 12                           | —                            | —                            | 37                           | —                            | 137                          | —                            | —                            | —                            | —                            | —                            | —                            | —                            | —                            | 52                           | —                            |                  |  |
| 1982                                                                  | Blackout - Дата выхода: 29 марта 1982 - Лейбл: Hansa                 | 10                           | 47                           | 77                           | 12                           | —                            | 95                           | —                            | —                            | —                            | —                            | 45                           | —                            | —                            | —                            | 10                           | —                            |                  |  |
| 1984                                                                  | Love at First Sting - Дата выхода: 4 мая 1984 - Лейбл: BMG, Hansa    | 6                            | 25                           | 9                            | 17                           | 19                           | 100                          | 4                            | —                            | —                            | —                            | —                            | —                            | —                            | —                            | 6                            | —                            | Список : Золотой |  |
| 1988                                                                  | Savage Amusement - Дата выхода: 16 апреля 1988 - Лейбл: BMG, Hansa   | 4                            | 32                           | 5                            | 2                            | 18                           | 117                          | 1                            | —                            | —                            | —                            | 24                           | —                            | 5                            | —                            | 5                            | —                            | Список : Золотой |  |
| 1990                                                                  | Crazy World - Дата выхода: 6 ноября 1990 - Лейбл: BMG, Hansa         | 1                            | 39                           | 3                            | 6                            | 1                            | —                            | 4                            | —                            | —                            | —                            | 6                            | 5                            | 4                            | —                            | 21                           | —                            |                  |  |
| 1993                                                                  | Face the Heat - Дата выхода: 21 сентября 1993 - Лейбл: BMG, Hansa    | 4                            | 29                           | 9                            | 15                           | 12                           | —                            | 7                            | —                            | —                            | —                            | 34                           | 11                           | —                            | —                            | 24                           | —                            |                  |  |
| 1996                                                                  | Pure Instinct - Дата выхода: 21 мая 1996 - Лейбл: BMG, Hansa         | 8                            | 28                           | 15                           | 38                           | 20                           | 37                           | 10                           | 26                           | —                            | —                            | 95                           | 14                           | —                            | —                            | 99                           | —                            | Список : Золотой |  |
| 1999                                                                  | Eye II Eye - Дата выхода: 9 марта 1999 - Лейбл: BMG, Hansa           | 6                            | 84                           | 49                           | —                            | —                            | —                            | 37                           | 50                           | 50                           | —                            | —                            | 24                           | —                            | —                            | —                            | —                            |                  |  |
| 2004                                                                  | Unbreakable - Дата выхода: 3 мая 2004 - Лейбл: BMG, Hansa            | 4                            | 41                           | 19                           | 14                           | 30                           | 74                           | 15                           | 42                           | —                            | —                            | —                            | —                            | —                            | —                            | —                            | —                            |                  |  |
| 2007                                                                  | Humanity: Hour I - Дата выхода: 14 мая 2007 - Лейбл: BMG, Hansa      | 9                            | 54                           | 27                           | 36                           | 41                           | 79                           | 29                           | 16                           | —                            | 59                           | 91                           | —                            | —                            | —                            | 63                           | —                            |                  |  |
| 2010                                                                  | Sting in the Tail - Дата выхода: 19 марта 2010 - Лейбл: BMG, Hansa   | 2                            | 25                           | 6                            | 14                           | 6                            | 83/45                        | 6                            | 16                           | —                            | 30                           | 71                           | 19                           | —                            | —                            | 23                           | 22                           |                  |  |
| 2015                                                                  | Return to Forever - Дата выхода: 20 февраля 2015 - Лейбл: BMG, Hansa | 2                            | 26                           | 2                            | 17                           | 11                           | 36/17                        | 7                            | 5                            | —                            | 11                           | 39                           | 4                            | —                            | 20                           | 65                           | 16                           |                  |  |
| «—» означает, что альбом не попал в чарт или не был выпущен в стране. |                                                                      |                              |                              |                              |                              |                              |                              |                              |                              |                              |                              |                              |                              |                              |                              |                              |                              |                  |  |

## Концертные альбомы
- 1978 — Tokyo Tapes
- 1985 — World Wide Live
- 1995 — Live Bites
- 2001 — Acoustica
- 2011 — Live 2011: Get Your Sting & Blackout
- 2013 — MTV Unplugged — Live In Athens

## Перезаписанные альбомы-сборники
- 2000 — Moment of Glory (Scorpions и Берлинский филармонический оркестр)
- 2011 — Comeblack

## Сборники
- 1979 — The Best of the Scorpions
- 1984 — Best of
- 1984 — Best of Vol. 2
- 1985 — Gold Ballads
- 1989 — Best of Rockers’N’Ballads
- 1990 — Hurricane Rock
- 1991 — Hot & Slow
- 1992 — Still Loving You
- 1993 — Hot & Heavy
- 1995 — Born to Touch Your Feelings
- 1995 — Deadly Sting
- 1997 — Deadly Sting: The Mercury Years
- 1998 — Hot & Slow: Best Masters of the 70’s
- 1999 — Best
- 2000 — Pictured Life
- 2001 — 20th Century Masters
- 2002 — Classic Bites
- 2002 — Gold
- 2002 — Bad For Good: The Very Best of Scorpions
- 2002 — Winning Combinations: Whitesnake & Scorpions
- 2004 — Box of Scorpions
- 2005 — The Platinum Collection
- 2006 — Scorpions Gold
- 2007 — In Trance/Virgin Killer: The Back To Black Collection

## Синглы и EP

### 1980—1989
| 1980                                                                 | «Make It Real»                 | — | — | — | — | — | — | — | — | — | Список - : Золотой - : Золотой    | Animal Magnetism    |
| 1980                                                                 | «The Zoo»                      | — | — | — | — | — | — | — | — | — | Список - : Золотой - : Золотой    | Animal Magnetism    |
| 1980                                                                 | «Only a Man»                   | — | — | — | — | — | — | — | — | — | Список - : Золотой - : Серебряный | Animal Magnetism    |
| 1980                                                                 | «Lady Starlight»               | — | — | — | — | — | — | — | — | — | Список - : Золотой - : Серебряный | Animal Magnetism    |
| 1980                                                                 | «Hey You»                      | — | — | — | — | — | — | — | — | — | Список : Золотой                  | Внеальбомный сингл  |
| 1982                                                                 | «No One Like You»              | — | — | — | — | — | — | — | — | — |                                   | Blackout            |
| 1982                                                                 | «Can’t Live Without You»       | — | — | — | — | — | — | — | — | — |                                   | Blackout            |
| 1982                                                                 | «Now!»                         | — | — | — | — | — | — | — | — | — |                                   | Blackout            |
| 1982                                                                 | «You Give Me All I Need»       | — | — | — | — | — | — | — | — | — |                                   | Blackout            |
| 1982                                                                 | «When the Smoke Is Going Down» | — | — | — | — | — | — | — | — | — |                                   | Blackout            |
| 1984                                                                 | «Rock You Like a Hurricane»    | — | — | — | — | — | — | — | — | — |                                   | Love at First Sting |
| 1984                                                                 | «Still Loving You»             | — | — | — | — | — | — | — | — | — |                                   | Love at First Sting |
| 1984                                                                 | «Big City Nights»              | — | — | — | — | — | — | — | — | — |                                   | Love at First Sting |
| 1984                                                                 | «I’m Leaving You»              | — | — | — | — | — | — | — | — | — |                                   | Love at First Sting |
| «—» означает, что сингл не попал в чарт или не был выпущен в стране. |                                |   |   |   |   |   |   |   |   |   |                                   |                     |

### 2000—2017
| 2000                                                                 | «Moment of Glory»              | — | — | — | — | — | — | — | — | — | Moment of Glory     |
| 2000                                                                 | «Send Me an Angel»             | — | — | — | — | — | — | — | — | — | Moment of Glory     |
| 2000                                                                 | «Hurricane 2000»               | — | — | — | — | — | — | — | — | — | Moment of Glory     |
| 2000                                                                 | «Here in My Heart»             | — | — | — | — | — | — | — | — | — | Moment of Glory     |
| 2000                                                                 | «When Love Kills Love»         | — | — | — | — | — | — | — | — | — | Внеальбомный сингл  |
| 1982                                                                 | «Holiday»                      | — | — | — | — | — | — | — | — | — | Blackout            |
| 1982                                                                 | «Can’t Live Without You»       | — | — | — | — | — | — | — | — | — | Blackout            |
| 1982                                                                 | «Now!»                         | — | — | — | — | — | — | — | — | — | Blackout            |
| 1982                                                                 | «You Give Me All I Need»       | — | — | — | — | — | — | — | — | — | Blackout            |
| 1982                                                                 | «When the Smoke Is Going Down» | — | — | — | — | — | — | — | — | — | Blackout            |
| 1984                                                                 | «Rock You Like a Hurricane»    | — | — | — | — | — | — | — | — | — | Love at First Sting |
| 1984                                                                 | «Still Loving You»             | — | — | — | — | — | — | — | — | — | Love at First Sting |
| 1984                                                                 | «Big City Nights»              | — | — | — | — | — | — | — | — | — | Love at First Sting |
| 1984                                                                 | «I’m Leaving You»              | — | — | — | — | — | — | — | — | — | Love at First Sting |
| «—» означает, что сингл не попал в чарт или не был выпущен в стране. |                                |   |   |   |   |   |   |   |   |   |                     |

## Бокс-сеты
- 1997: Face the Heat / Crazy World
- 1999: Eye II Eye / Pure Instinct
- 2003: Pure Instinct / Eye II Eye
- 2004: Box of Scorpions
- 2005: The Platinum Collection
- 2007: In Trance / Virgin Killer (Axe Killer Warrior’s Set / Limited Edition — Deluxe Collection)
- 2008: Moment of Glory
- 2008: Acoustica
- 2010: 3 Original Album Classics (Inhalt: In Trance, Virgin Killer und Taken by Force)

## Blu-ray,DVD,VHS
- First Sting (1985)
- World Wide Live (1985)
- To Russia With Love (1988)
- Moscow Music Peace Festival (1990)
- Roger Waters — The Wall: Live in Berlin (1990)
- Crazy World Tour Live ... Berlin 1991 (1991)
- Moment of Glory - Berliner Philharmoniker Live (2001)
- Acoustica (2001)
- A Savage Crazy World (2002)
- Unbreakable World Tour 2004: One Night in Vienna (2004)
- Live At Wacken Open Air 2006 (2007)
- Amazonia – Live in the Jungle (2009)
- Over the Top Unauthorized (2009)
- Scorpions live in 3D (Get Your Sting & Blackout) (Blu-ray 3D) (2011)
- MTV Unplugged – Live in Athens (DVD, Blu-ray) (2013)

## Видеоклипы
| - 1983: No One Like You - 1984: Still Loving You - 1984: Rock You Like a Hurricane (2 Versions) - 1984: I’m Leaving You - 1985: Big City Nights (live) - 1985: Holiday (live) - 1988: Rhythm of Love - 1988: Believe in Love - 1988: Passion Rules the Game - 1988: Walking On the Edge - 1989: Can’t Explain - 1990: Tease Me Please Me - 1991: Don’t Believe Her - 1991: Wind of Change - 1991: Send Me An Angel - 1993: Alien Nation - 1993: Under the Same Sun - 1993: Woman - 1994: White Dove - 1996: You and I - 1997: When You Came Into My Life | - 1999: To Be No. 1 - 1999: Eye II Eye - 1999: A Moment in a Million Years - 1999: What U Give U Get Back - 2000: Moment of Glory - 2000: Hurricane 2000 - 2000: Here In My Heart (feat. Lyn Liechty) - 2001: When Love Kills Love - 2007: Humanity - 2010: The Good Die Young (вместе с Тарьей Турунен) - 2010: Sting in the Tail - 2010: The Best is Yet to Come - 2011: All Day and All of The Night - 2011: Across the Universe - 2011: Children of the Revolution - 2011: Tainted Love - 2011: Ruby Tuesday - 2013: Dancing With the Moonlight - 2015: We Built This House - 2021: Peacemaker - 2022: Rock Believer |

## Кавер-версии песен Scorpions
Ниже представлен список наиболее известных кавер-версий песен Scorpions.
| Песня                          | Группа                             | Релиз                                  | Год  |
| ------------------------------ | ---------------------------------- | -------------------------------------- | ---- |
| «Alien Nation»                 | Seven Witches                      | A Tribute To The Scorpions             | 2000 |
| «Animal Magnetism»             | Testament                          | Dark Roots of Earth                    | 2012 |
| «Another Piece of Meat»        | Metalium                           | A Tribute To The Scorpions             | 2000 |
| «Big City Nights»              | Fozzy                              | Happenstance                           | 2002 |
| «Blackout»                     | Halford                            | Live Insurrection The Japanese release | 2009 |
| «Blackout»                     | Six Feet Under                     | Graveyard Classics                     | 2000 |
| «Blackout»                     | Stratovarius                       | Destiny                                | 1998 |
| «Coast to Coast»               | Disbelief                          | A Tribute To The Scorpions             | 2000 |
| «Coming Home»                  | Tankard                            | A Tribute To The Scorpions             | 2000 |
| «Crying Days»                  | Therion                            | Secret of the runes                    | 2001 |
| «Dark Lady»                    | Agent Steel                        | A Tribute To The Scorpions             | 2000 |
| «Don’t Stop at the Top»        | Children of Bodom                  | A Tribute To The Scorpions             | 2000 |
| «Dampflockführer»              | Prolopower                         | A Tribute To The Scorpions             | 2000 |
| «Dynamite»                     | Paradox                            | Collision Course                       | 2000 |
| «Fly to the Rainbow»           | Therion                            | A’arab Zaraq — Lucid Dreaming          | 1997 |
| «He’s a Woman — She’s a Man»   | Helloween                          | Metal Jukebox                          | 1999 |
| «Holiday»                      | Raziel (Self.False) feat. THE LifE | ?                                      | 2012 |
| «In Trance»                    | Fates Warning                      | Still Life (live)                      | 1998 |
| «Is There Anybody There»       | Rough Silk                         | A Tribute To The Scorpions             | 2000 |
| «Passion Rules the Game»       | To Die For                         | A Tribute To The Scorpions             | 2000 |
| «Pictured Life»                | Breaker                            | A Tribute To The Scorpions             | 2000 |
| «Pictured Life»                | Firewind                           | Between Heaven and Hell                | 2002 |
| «Polar Nights»                 | Therion                            | A Tribute To The Scorpions             | 2000 |
| «Rock You Like a Hurricane»    | Galneryus                          | Voices From The Past III               | 2010 |
| «Rock You Like a Hurricane»    | S.O.D.                             | A Tribute To The Scorpions             | 2000 |
| «Rock You Like a Hurricane»    | Sinergy                            | A Tribute To The Scorpions             | 2000 |
| «Rock You Like a Hurricane»    | The Veronicas                      | ?                                      | ?    |
| «Sails of Charon»              | Testament                          | Sign of Chaos                          | 1996 |
| «Send Me An Angel»             | Custard                            | A Tribute To The Scorpions             | 2000 |
| «Still Loving You»             | Sonata Arctica                     | A Tribute To The Scorpions             | 2000 |
| «Still Loving You»             | Sonata Arctica                     | Sucessor (EP)                          | 2000 |
| «The Zoo»                      | Arch Enemy                         | Khaos Legions                          | 2011 |
| «The Zoo»                      | Брюс Дикинсон                      | ECW: Extreme Music                     | 1998 |
| «Top Of The Bill»              | Steel Prophet                      | A Tribute To The Scorpions             | 2000 |
| «We’ll Burn the Sky»           | Lizzy Borden                       | Deal with the Devil                    | 2000 |
| «We’ll Burn the Sky»           | Syu                                | Crying Stars — Stand Proud!            | 2010 |
| «When The Smoke Is Going Down» | System of a Down                   | ?                                      | ?    |
| «Wind of Change»               | Gregorian                          | ?                                      | ?    |
| «Yellow Raven»                 | Pain Of Salvation                  | Linoleum                               | 2009 |